# (9066) 1993 FR34
A (9066) 1993 FR34 a Naprendszer kisbolygóövében található aszteroida. Az UESAC projekt keretében fedezték fel 1993. március 19-én.